# Zulu (Schiff, 1910)
Die erste HMS Zulu war einer von insgesamt zwölf Zerstörern der Tribal-Klasse der britischen Royal Navy, die ab 1908 in Dienst kamen. Sie gehörte zur ersten britischen Zerstörerklasse mit Turbinenantrieb und Ölfeuerung. Die Zulu kam als eines der letzten Boote im März 1910 zur Home Fleet. Während des Ersten Weltkriegs war sie mit ihren Schwesterbooten am Ärmelkanal eingesetzt. Am 8. November 1916 verlor sie durch einen Minentreffer ihr Achterschiff. Das eingeschleppte Vorschiff wurde mit dem Achterschiff des ebenfalls schwer beschädigten Schwesterbootes Nubian verbunden.
1917 kam dieser neu zusammengebaute Zerstörer als HMS Zubian in den Dienst der Flotte.

## Geschichte

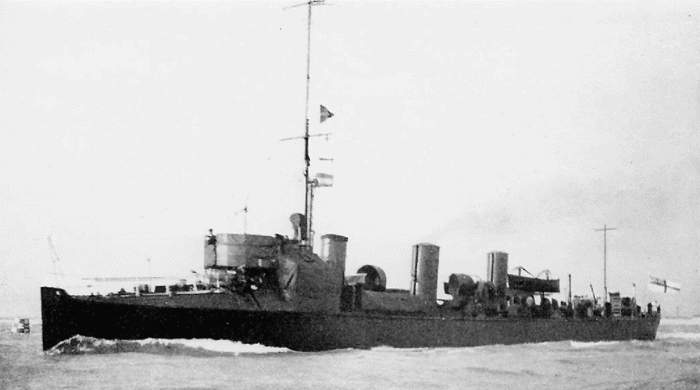
Die Velox, der dritte Turbinen-Zerstörer der Royal Navy

Die Zulu war einer der fünf Zerstörer der zweiten Nachbestellung der Royal Navy von Zerstörern der Tribal-Klasse. Den Auftrag für den Bau der Zulu erhielt die Werft Hawthorn, Leslie & Co. in Hebburn am Tyne, die mit der Ghurka schon einen Tribal-Zerstörer der ersten Serie gebaut hatte. Die Werft hatte zuvor mit der HMS Viper  einen der ersten Versuchs-Turbinenzerstörer gebaut, dem die Velox mit einer kombinierten Maschine und dann die Eden als erster Turbinenzerstörer innerhalb einer normalen Zerstörer-Serie gefolgt waren.
Die Anforderungen der Admiralität ließen den Planungen der Hersteller viel Raum, sodass das neue Boot sich von dem vorangegangenen Ghurka der Werft unterschied. Die Zulu war ebenfalls ein Vier-Schornstein-Boot, aber 25 ft länger als ihre Vorgängerin, hatte einen zusätzlichen Kessel und war auch etwas breiter. Die Bewaffnung bestand wie bei allen nachbestellten Booten aus zwei 4-Zoll-Mk-IV-Kanonen und zwei 18-in-(450-mm)-Torpedorohren.
Die Kiellegung der Zulu erfolgte in Hebburn am 18. August 1908 und der Stapellauf am 16. September 1909 als zwölftes Boot der Klasse. Am 16. März 1910 wurde die Zulu als elftes Boot der Tribal-Klasse in Dienst gestellt.

### Einsätze
Die Zulu kam, wie die anderen Boote der Klasse, zur „1st. Destroyer Flotilla“ bei der Home Fleet, zu der neben den Tribal-Zerstörern noch der Flottillenführer Swift, dreizehn Zerstörern der River-Klasse sowie die Spähkreuzer (Scouts) HMS Boadicea als Flaggschiff und Adventure und Pathfinder sowie der alte Kreuzer Blenheim als Wohn- und Vorratsschiff gehörten. Mit den Schwesterbooten nahm die Zulu an der Großen Flottenparade anlässlich der Krönung König Georg V. als Teil der 1st DF teil.
1911 ersetzten zwölf Zerstörer der neueren Beagle-Klasse die Boote der River-Klasse, und die Patrol und die neue Blanche ersetzten die Adventure und Pathfinder. 1912 wechselten die Tribal-Zerstörer zur „4th Destroyer Flotilla“ in Portsmouth, wo sie im Oktober mit dem Buchstaben „F“ am Bug gekennzeichnet wurden, da die Klasse nun offiziell als F-Klasse bezeichnet wurde. Im Februar 1914 verlegten die Boote der Klasse nach Dover, da ihre Reichweite zu gering war, um effektiv als Hochseeboote mit der Flotte eingesetzt zu werden. Die Boote der Tribal-Klasse kamen dort zur umformierten „6th Destroyer Flotilla“.

### Kriegseinsätze

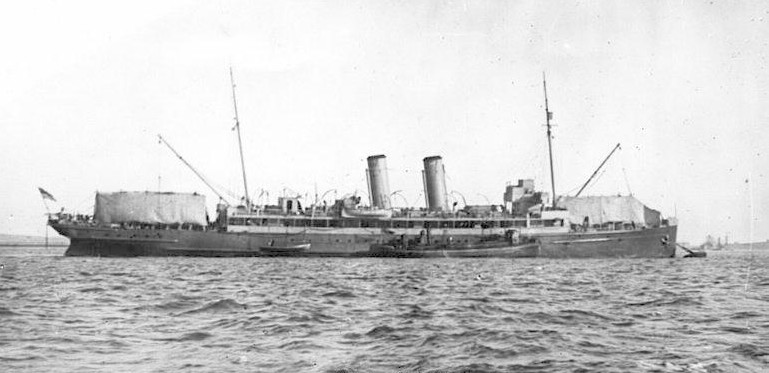
Die Riviera,
Seeflugzeugträger der 6th DF

Bei Ausbruch des Ersten Weltkriegs bildete die 6th Destroyer Flotilla den Kern der „Dover Patrol“ und die Zulu blieb in diesem Dienst bis zum schweren Minentreffer 1917. Zur Flottille gehörten noch die drei Spähkreuzer Adventure, Attentive und Foresight und zwölf alte „30-knotter“-Torpedobootszerstörer der B- und C-Klasse. Im Herbst kam noch der Leichte Kreuzer Sapphire zur Flottille. Im Frühjahr 1915 kamen auch einige Zerstörer der River-Klasse und Torpedoboote zum Verband. Vom November 1915 bis zum April 1918 gehörte auch der Seeflugzeugträger Riviera, eine ehemalige Kanalfähre, zur 6th Destroyer Flotilla.
Die Zulu unternahm, wie die Schwesterboote, vor allem zahlreiche Routinepatrouillen. In den ersten Monaten hatte die Zulu einige Unfälle, sie stieß unter anderem zweimal mit der Crusader zusammen. Nachdem am 31. Oktober 1914 die als Flugzeugtransporter nach Frankreich eingesetzte Hermes auf dem Rückmarsch aus Dünkirchen durch das deutsche Unterseeboot U 27 in der Straße von Dover torpediert worden war, lief die Zulu zu ihrer Unterstützung, konnte allerdings den Untergang des alten Kreuzers nicht verhindern, bei dem 22 Mann der Besatzung starben.

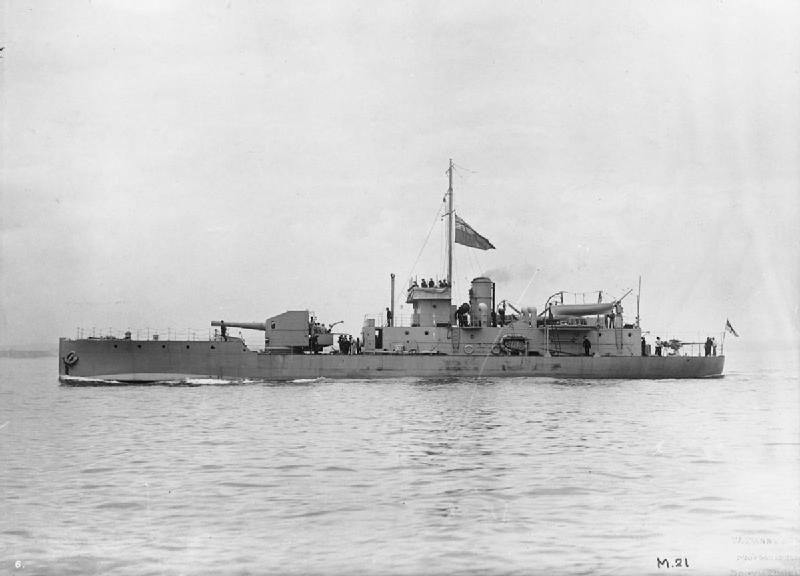
Die M21 der M15-Klasse

Daneben sicherte die Zulu mit ihren Schwesterbooten Truppentransporter auf den Fahrten nach Frankreich. Ab Herbst 1915 begleitete sie Monitore vor die flandrische Küste zur Beschießung deutscher Stellungen an Land. Dort bestand die Gefahr, durch deutsche Torpedoboote oder deutsche Flugzeuge angegriffen zu werden. Unterbrechungen im Dauereinsatz gaben Werftliegezeiten und die Beseitigung von Schäden durch Angriffe oder kleine Unfälle.

### Das Ende derZuluund derNubian
Am 8. November 1916 löste die Zulu auf einer Patrouille vor Calais eine Mine aus, deren Explosion das Heck der Zulu abriss. Die Mine war vom deutschen Minen-Unterseeboot UC 1 gelegt worden. Der schwer beschädigte Zerstörer konnte vom französischen Zerstörer Capitaine Mehl nach Calais eingebracht werden, wo im Trockendock eine Notreparatur erfolgte. Das Wrack wurde Ende des Monats dann nach Chatham geschleppt. Auf der dortigen Marinewerft entstand der Plan, aus zwei schwerbeschädigten Tribal-Zerstörern einen neuen zu bauen.

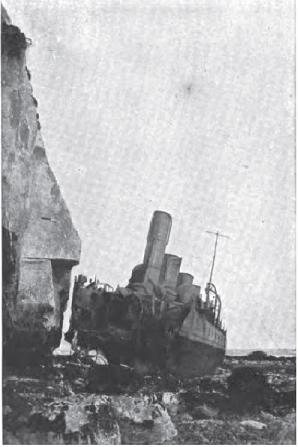
Die aufgelaufene Nubian ohne Bug

Als zweites Wrack stand die bei Thornycroft gebaute Nubian zur Verfügung. Sie hatte in der Nacht vom 26. zum 27. Oktober 1916 zu den sechs alarmierten Zerstörern der 6. Zerstörerflottille gehört, die versuchten, deutsche Torpedoboote zu stellen, die erfolgreich die britische Sicherungslinie angriffen und dabei sechs Wachboote, den Zerstörer Flirt und den Frachter Queen versenkt hatten. Die zur Hilfe eilenden Zerstörer teilten sich in zwei Gruppen. Die Nubian erreichte allein zuerst das Gefechtsfeld, hielt die deutschen Boote jedoch für eigene Einheiten und wurde von deren Feuer überrascht. Sie versuchte, das letzte Boot der ablaufenden Deutschen zu rammen, wurde dabei jedoch von einem Torpedo getroffen, der ihren Bug abriss und sie zu einem treibenden Wrack machte. Neben schweren Schäden hatte sie fünfzehn Tote und sechs Schwerverwundete zu beklagen. Das Wrack der Nubian wurde abgeschleppt, musste allerdings vor Dover an der Küste auf Grund gesetzt werden, um nicht zu sinken.
Der Zusammenbau der beiden von verschiedenen Bauwerften stammenden Rümpfe war nicht nur aufgrund der verschiedenen Rumpfbreite, sondern auch wegen der gesamten Ausstattung nicht ohne Probleme, konnte jedoch bewältigt werden. Das aus dem Zusammenbau entstandene Schiff erhielt vom Befehlshaber der „Dover Patrol“, Admiral Reginald Bacon, den Namen Zubian. Am 7. Juni 1917 wurde das neue Boot in Dienst gestellt.
Die Zubian war 85,4 m lang, 8,2 m breit und hatte einen Tiefgang von 3 m. Sie verdrängte 1040 t. Die Antriebsanlage bestand drei Parsons-Turbinensätze und sechs ölgefeuerten Dampfkesseln der Bauart Thornycroft. Sie leistete 14.000 PS und erreichte 33 kn. Bewaffnet war die Zubian mit zwei 4-inch-(102-mm)-Mk-V-Marinegeschützen auf dem Vorschiff und am Heck sowie zwei 18-in-Torpedorohren auf der Mittellinie. Die Besatzung bestand aus 68 Mann.

## DieZubian
Die Zubian kam wieder zur 6th Destroyer Flotilla, wo sie bis zum Kriegsende blieb. In dieser Zeit waren die Zerstörer der Flottille jede Nacht in der Straße von Dover in Vierer-Gruppen im Einsatz, mit Flottillenführern als Deckungsgruppe. Hauptziel war es, die deutschen Torpedoboote zu vernichten, die versuchten, alliierte Stellungen zu beschießen.
Am 22./23. April 1918 nahm die Zubian am ersten Raid gegen das von den Deutschen besetzte Ostende in Belgien teil, der gleichzeitig mit dem ähnlichen Angriff auf Zeebrugge stattfand. Ziel der Angriffe war, die Häfen für eine weitere Nutzung durch deutsche Überwasserschiffe und Unterseeboote unbrauchbar zu machen. Die Zubian sicherte mit der Mentor und der Lightfoot die Beschießungsgruppe von sieben Monitoren mit Marshal Soult (6.780 t, 1× 2 15 in Mk.I), Lord Clive, Prince Eugene und General Craufurd (6.000 t, 1× 2 12 in Mk.VIII) sowie M24, M26, M21 (540 t, 1 7.5 in Mk.III). Im Ärmelkanal deckte die Harwich Force den Angriff. Die Gruppe sollte die deutsche Küstenverteidigung außer Gefecht setzen, während zwei alte Kreuzer in die Hafeneinfahrt laufen sollten, um sich dort als Blockschiffe zu versenken. Beide liefen jedoch schon weit vor dem Hafen auf Grund, ohne die Hafenzufahrt zu behindern.

### Das Ende derZubian
Die fünf letzten noch aktiven Tribal-Zerstörer (Afridi, Cossack, Saracen, Viking und Zubian) verlegten im Februar 1919 zur „7th Destroyer Flotilla“ im Humber. Sie bildeten zusammen mit elf alten Torpedozerstörern und drei Zerstörern der River-Klasse die „East Coast Forces“, bis sie einen Monat später aus dem aktiven Dienst ausschieden. Die Boote wurden in Immingham zum Kauf angeboten. Im Dezember 1919 wurde die Zubian an die Firma Fryer in Sunderland zum Abbruch verkauft.